# Esprit-Joseph Chaudon
Esprit-Joseph Chaudon (Valensole, 1738 – 1800) è stato un bibliografo e scrittore francese.

## Biografia
Dopo aver insegnato scienze umane in diversi college del Oratorio, Chaudon ha intrapreso una carriera letteraria, pubblicando in forma anonima nel 1772, ad Avignone, una preziosa opera bibliografica, intitolata Bibliothèque d'un homme de gout, molte informazioni sono state fornite dal fratello, Louis-Mayeul Chaudon.
Nel 1777 ha pubblicato, a Parigi, il Dictionnaire interprète-manuel des noms latins de la géographie ancienne et moderne.

## Pubblicazioni
- Les Imposteurs démasqués et les usurpateurs punis, ou Histoire de plusieurs aventuriers qui ayant pris la qualité d'empereur, de roi, de prince, d'ambassadeur, de tribun, de messie, de prophète, etc., ont fini leur vie dans l'obscurité ou par une mort violente, 1776.
- Dictionnaire interprète-manuel des noms latins de la géographie ancienne et moderne, pour servir à l'intelligence des auteurs latins, 1777.
- Les Flèches d'Apollon, ou Nouveau Recueil d'épigrammes anciennes et modernes, 2 vol., 1787.